# Job 34
Job 34 es el capítulo trigesimocuarto de capítulo del Libro de Job en la Biblia hebrea o el Antiguo Testamento del cristianismo . El libro es anónimo; la mayoría de los estudiosos creen que fue escrito alrededor del siglo VI a. C. Este capítulo recoge el discurso de Elihu, que pertenece a la sección «Veredictos» del libro, que comprende Job 32:1–Job 42:6.

## Texto
El texto original está escrito en lengua hebrea. Este capítulo se divide en 6 versículos.

### Testimonios textuales
Algunos manuscritos antiguos que contienen el texto de este capítulo en hebreo pertenecen al Texto masorético, que incluye el Códice de Alepo (siglo X) y el Codex Leningradensis (1008). Se encontraron fragmentos que contienen partes de este capítulo en hebreo entre los Rollos del Mar Muerto, incluyendo 4Q100 (4QJobb; 50–1 a. C.) con los versículos 15–17 conservados.

## Análisis
La estructura del libro es la siguiente:
- El prólogo (capítulos 1-2)
- El diálogo (capítulos 3-31)
- Los veredictos (32:1-42:6)
- El epílogo (42:7-17)

Dentro de la estructura, el capítulo 34 se agrupa en la sección «Veredicto» con el siguiente esquema:
- El veredicto de Eliú (32:1-37:24)
  - Introducción en prosa de Eliú (32:1-5)
  - La apología de Eliú (32:6-22)
  - Transición de la apología al argumento (33:1-7)
  - Primer discurso de Eliú (33:8-33)
  - Segundo discurso de Eliú (34:1–37)
    - Llamada a los sabios para que escuchen (34:1–4)
    - Cita de las acusaciones de Job (34:5–9)
    - Dios no hace mal (34:10–12)
    - Dios está al mando de la tierra (34:13–15)
    - La justicia de Dios (34:16–20)
    - El conocimiento de Dios fundamenta su juicio (34:21–30)
    - Solicitud de una respuesta (34:31–33)
    - Exhortación a los sabios a que estén de acuerdo con él (34:34-37)

  - Tercer discurso de Eliú (35:1-16)
  - Cuarto discurso de Eliú (36:1-37:24)
- Aparición de Dios (discursos de Yahvé) y respuestas de Job (38:1-42:6)
  - Primera intervención de Dios (38:1-40:2)
  - Primera respuesta de Job: una respuesta insuficiente (40:3-5)
  - Segunda intervención de Dios (40:6-41:34)
  - Segunda respuesta de Job (42:1-6)

La sección que contiene los discursos de Eliú sirve de puente entre el diálogo (capítulos 3–31) y los discursos de YHWH (capítulos 38–41). Hay una introducción en forma de prosa (Job 32:1–5), que describe la identidad de Eliú y las circunstancias que le llevan a hablar (a partir de Job 32:6). Toda la sección del discurso puede dividirse formalmente en cuatro monólogos, cada uno de los cuales comienza con una fórmula similar (Job 32:6; 34:1; 35:1; 36:1). El primer monólogo de Eliú va precedido de una apología (justificación) por hablar (Job 32:6-22) y una parte transitoria que introduce los argumentos principales de Eliú (Job 33:1-7) antes de que comience formalmente el discurso (Job 33:8-33).

En los tres primeros discursos, Eliú cita y luego refuta las acusaciones específicas de Job en el diálogo anterior:
| Acusaciones de Job | Respuesta de Eliú |
| ------------------ | ----------------- |
| Job 33:8–11        | Job 33:12–30      |
| Job 34:5–9         | Job 34:10–33      |
| Job 35:2–3         | Job 35:4–13       |

El segundo discurso de Eliú en el capítulo 34 comienza con una convocatoria a los sabios (presumiblemente reunidos alrededor de Job y sus amigos) para que confirmen su punto de vista (versículos 2–4; cf. Job 34:10, 34) antes de citar las acusaciones de Job (Job 34:5-9) y corregir su punto de vista (34:10-33), para luego invitar de nuevo a los sabios a considerar la corrección. El discurso se centra en la justicia de Dios.
En los capítulos 36-37, Eliú deja de refutar las acusaciones de Job, pero expone sus conclusiones y su veredicto:
1. Una llamada a Job (Job 36:1-21)
2. Un himno de alabanza a Dios como creador (Job 36:22-37:13)
3. Un discurso final a Job (Job 37:14-24)[16]

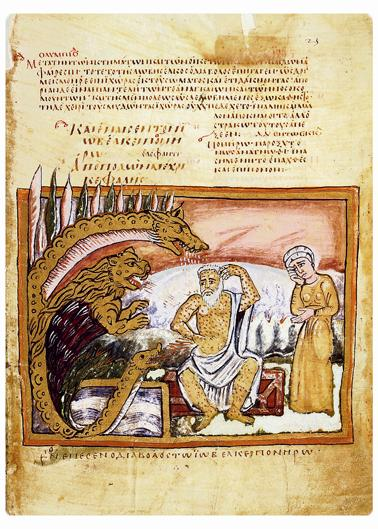
Libro de Job en manuscritos bizantinos iluminados con ilustraciones cíclicas (900 d. C.). Biblioteca Apostólica Vaticana. Roma.

## Eliú llama a los sabios a escuchar su discurso (34:1–4)
La sección comienza con Eliú llamando a los sabios a examinar la intención de Job de litigar (versículo 3, citando Job 12:11). Esto indica que Eliú ha escuchado atentamente y ahora utiliza hábilmente las propias palabras de Job en su contra.

### Versículo 3
[Eliú dijo:] «Porque el oído prueba las palabras,
como la boca prueba los alimentos.
- Citando Job 12:11
- «Prueba»: o «examina; intenta; discierne».[19]
- «Boca»: o «paladar», ya que el término en hebreo puede referirse a «la lengua o la boca en general».[20]

## Segundo discurso de Eliú (34:5–37)
Eliú cita las palabras de Job de diferentes partes de sus discursos (versículo 5a citando Job 9:21; 13:18; 27:2–6; versículo 5b citando Job 27:22; también 14:3; 19:7; versículo 9 citando Job 9:22–24 y 21:5–13) que afirman que el inocente Job ha sido injustamente privado de justicia por Dios. A continuación, Eliú refuta exhaustivamente a Job con la firme insistencia de que Dios es fundamentalmente justo y está comprometido con la justicia. Dios, el creador, tiene todo el derecho a gobernar activamente su creación, por lo que nunca se le puede acusar de actuar injustamente, ya que el poder soberano de Dios se extiende a la vida y a la muerte, y Dios no necesita más información antes de actuar con justicia (versículos 24-25). Al concluir su discurso, Eliú insta a los sabios reunidos a adoptar su análisis de Job (versículos 34-37).

### Versículo 12
[Eliú dijo:] «Sí, ciertamente Dios no hará mal, ni el Todopoderoso pervertirá el juicio».
Esto va un paso más allá que 10 9 para enfatizar que Dios no puede hacer lo que es malo o perverso.

## Comentarios

### De la Iglesia católica

#### A todo el capítulo
El discurso de Elihú, cuidadosamente estructurado según técnicas retóricas, combina corrección doctrinal y vanidad personal. A través de fórmulas de interpelación se delimitan secciones: recoge primero las objeciones de Job sobre la injusticia percibida, luego proclama la justicia divina, expone el dominio soberano de Dios y, finalmente, se arroga autoridad para emitir un veredicto. Aunque su actitud revela arrogancia al asumir funciones que no le corresponden y al reprender a Job sin compasión, el texto subraya que, pese a su vanidad, Elihú transmite verdades esenciales: Dios gobierna con imparcialidad, administra justicia equitativa y cuida de todos, sin favorecer a los poderosos. El recurso literario empleado permite que la enseñanza sobre la soberanía divina quede firmemente establecida, mostrando que incluso quien yerra en el tono puede reflejar la verdad sobre Dios.

#### A los versículos 12-13
La soberanía divina se convierta en garantía de justicia. Siendo dueño absoluto de todo, sin deber nada a nadie, su obrar no está movido por interés propio ni por necesidad externa, sino únicamente por la bondad de su voluntad. Elihú concluye que un poder así no puede ejercerse de modo arbitrario o tiránico, sino en favor de las criaturas. La grandeza de Dios, lejos de amenazar, asegura que cada uno recibe lo que le corresponde y que incluso el sufrimiento se inserta en un plan ordenado para el bien. En esta línea, la omnipotencia divina se presenta como fundamento de la confianza del hombre en la rectitud de la providencia.

Por sí solo rige el mundo quien por sí solo lo creó, y no tiene necesidad de ayuda ajena para regirlo quien no tuvo necesidad de ella para crearlo. Todo esto se ha dicho para demostrar con claridad que Dios Todopoderoso no descuida regir por sí mismo lo que por sí mismo creó; lo que hizo piadosamente no puede disponer de ello con crueldad, y el que cuidó que comenzaran a existir los que todavía no existían, no puede abandonar a los que ya existen. Así, pues, porque está presente en la gobernación el que fue hacedor en la creación, no puede olvidar el cuidado por cada uno de nosotros.